# Liste der Bodendenkmale in Groß Wittensee
In der Liste der Bodendenkmale in Groß Wittensee sind die Bodendenkmale der Gemeinde Groß Wittensee nach dem Stand der Bodendenkmalliste des Archäologischen Landesamts Schleswig-Holstein von 2016 aufgelistet. Die Baudenkmale sind in der Liste der Kulturdenkmale in Groß Wittensee aufgeführt.
| Denkmal-ID           | Befundart               | Bezeichnung                                           | Zeitstellung                 | Lage | Bemerkungen | Bild |
| -------------------- | ----------------------- | ----------------------------------------------------- | ---------------------------- | ---- | ----------- | ---- |
| aKD-ALSH-Nr. 003 147 | Grabmal > Grabhügel     | Grabhügel                                             | Vor- und/oder Frühgeschichte |      |             |      |
| aKD-ALSH-Nr. 003 148 | Grabmal > Grabhügel     | Grabhügel                                             | Vor- und/oder Frühgeschichte |      |             |      |
| aKD-ALSH-Nr. 003 149 | Grabmal > Grabhügel     | Grabhügel                                             | Vor- und/oder Frühgeschichte |      |             |      |
| aKD-ALSH-Nr. 003 150 | Grabmal > Grabhügel     | Grabhügel                                             | Vor- und/oder Frühgeschichte |      |             |      |
| aKD-ALSH-Nr. 003 151 | Grabmal > Grabhügel     | Grabhügel                                             | Vor- und/oder Frühgeschichte |      |             |      |
| aKD-ALSH-Nr. 003 152 | Grabmal > Großsteingrab | Steinkammer                                           | Neolithikum                  |      |             |      |
| aKD-ALSH-Nr. 003 153 | Grabmal > Grabhügel     | Grabhügel                                             | Vor- und/oder Frühgeschichte |      |             |      |
| aKD-ALSH-Nr. 003 154 | Grabmal > Grabhügel     | Grabhügel                                             | Vor- und/oder Frühgeschichte |      |             |      |
| aKD-ALSH-Nr. 003 155 | Grabmal > Grabhügel     | Grabhügel                                             | Vor- und/oder Frühgeschichte |      |             |      |
| aKD-ALSH-Nr. 003 156 | Grabmal > Grabhügel     | Grabhügel                                             | Vor- und/oder Frühgeschichte |      |             |      |
| aKD-ALSH-Nr. 003 157 | Grabmal > Grabhügel     | Grabhügel                                             | Vor- und/oder Frühgeschichte |      |             |      |
| aKD-ALSH-Nr. 003 158 | Grabmal > Grabhügel     | Grabhügel                                             | Vor- und/oder Frühgeschichte |      |             |      |
| aKD-ALSH-Nr. 003 159 | Grabmal > Grabhügel     | Grabhügel                                             | Vor- und/oder Frühgeschichte |      |             |      |
| aKD-ALSH-Nr. 003 160 | Grabmal > Grabhügel     | Grabhügel                                             | Vor- und/oder Frühgeschichte |      |             |      |
| aKD-ALSH-Nr. 003 161 | Grabmal > Grabhügel     | Grabhügel                                             | Vor- und/oder Frühgeschichte |      |             |      |
| aKD-ALSH-Nr. 003 162 | Produktionsstätte       | Produktionsstätte (Verhüttungsplatz, Glashütte u. a.) | Mittelalter, Neuzeit         |      |             |      |
| aKD-ALSH-Nr. 003 163 | Grabmal > Grabhügel     | Grabhügel                                             | Vor- und/oder Frühgeschichte |      |             |      |
| aKD-ALSH-Nr. 003 164 | Grabmal > Grabhügel     | Grabhügel                                             | Vor- und/oder Frühgeschichte |      |             |      |
| aKD-ALSH-Nr. 003 165 | Grabmal > Grabhügel     | Grabhügel                                             | Vor- und/oder Frühgeschichte |      |             |      |